# Шурњак
Шурњак (фр. Chourgnac) насеље је и општина у југозападној Француској у региону Аквитанија, у департману Дордоња која припада префектури Периже.
По подацима из 2011. године у општини је живело 71 становника, а густина насељености је износила 10,2 становника/km². Општина се простире на површини од 6,96 km². Налази се на средњој надморској висини од 211 метар (максималној 260 m, а минималној 149 m).

## Демографија
| 1962. | 1968. | 1975. | 1982. | 1990. | 1999. | 2011. |
| ----- | ----- | ----- | ----- | ----- | ----- | ----- |
| 75    | 94    | 71    | 72    | 71    | 56    | 71    |

График промене броја становника у току последњих година